# IX З'їзд Народного Руху України
IX з'їзд Народного Руху України — черговий з'їзд Народного Руху України який проходив у Києві у два етапи. Перший етап пройшов 12—13 грудня 1998 року в Будинку культури технічного університету «КПІ», а другий — 7 березня 1999 року в Міжнародному центрі культури і мистецтв.

## Перебіг з'їзду
Перший етап увінчався висуненням кандидатами у Президенти Вячеслава Чорновола і Геннадія Удовенка. Попередньо кандидатура в Президенти України від Руху Вячеслава Чорновола отримала підтримку на 22 обласних конференціях, Геннадія Удовенка — на 19, Юрія Костенка — на 14, а Богдана Бойка — на 8 (лише на чотирьох конференціях зуміли визначитись на одній кандидатурі, 10 конференцій підтримали двох кандидатів, 8 — трьох, а 4 конференції — чотирьох). Це призвело до шаленої дискусії на з'їзді, внаслідок чого Чорноволом запропоновано компромісне рішення висунення до другого етапу з'їзду пари найрейтинговіших кандидатів Чорновіл — Удовенко, яке було прийнято з'їздом (за — 415, проти — 196, утрималося — 51). Час до остаточного визначення кандидата на підставі перемов з партіями-союзниками вирішено використати для посиленої агітаційної кампанії обома з акцентом Чорновола в центрі та на заході України, Удовенка — на півдні та сході.
Жоден із двох кандидатів не влаштовував опонента — Леоніда Кучму, інспірована ним більшість Центрального Проводу на чолі з Юрієм Костенком виступила проти Вячеслава Чорновола як Голови партії та Голови Фракції у парламенті. Вячеслав Чорновіл задля усунення приводу конфлікту зняв свою кандидатуру з розгляду на посаду Президента України від Руху в середині січня 1999 року. Однак і це не зупинило античорноволівську більшість у Центральному проводі Руху, основу якої склали депутати — колишні зрадники-перебіжчики в КНДС (знову прийняті в Рух перед виборами 1998 року) та газотрейдери (О. Іщенко, В. Червоній, О. Гудима, Я. Федорин). Вони були в 1998 році за наполягання Чорновола включені кандидатами до Верховної Ради на прохідні місця, і після виборів за статтею 54 Статуту Руху автоматично стали членами Центрального Проводу.
28 лютого частина керівництва Руху на чолі з Юрієм Костенком провели зібрання, оголошене ними «десятим з'їздом», і обрали Юрія Костенка «головою НРУ» та «висунули його кандидатом в Президенти України від РУХу». Символічно, що в першому ряді зібрання знову сидів натхненник КНДС Леонід Кравчук. Інша частина античорноволівців, на чолі з заступником голови НРУ Богданом Бойком, призначеним Костенком виконувати обов'язки голови «РУХу», в результаті проведених інших зборів, оголосила Богдана Бойка головою. Вони врахували, що вже є інша група, що претендує на назву НРУ, тому назвали організацію — «НРУ за єдність».
У ситуації політичної провокації та суцільної дезінформації у ЗМІ про «розкол Руху» за ініціативою 13 крайових організацій Руху (з 26) 7 березня 1999 року в Києві в Міжнародному центрі культури і мистецтв (вул. Інститутська, 1) відбувся достроково другий етап дев'ятого з'їзду, який розглянув внутрішньопартійну ситуацію та визначив політику Руху на виборах 1999 року. На з'їзді були присутні делегати, обрані обласними конференціями, які представляли їх і на першому етапі — на відміну від зібрань Костенка і Бойка, на яких голосували самозванці та особи, які не були членами Руху. Досягнути анонсованого «розколу Руху» владі не вдалося, тобто не вдалося набрати блокувальної третини делегатів з'їзду (зумовленої статтею 49 Статуту Руху) з можливістю рейдерського захоплення партійного бренду. З'їзд провів кадрові зміни, підтвердив повноваження Вячеслава Чорновола як Голови Руху, обрав заступниками Голови: В. Коваля, О. Бондаренко та Л. Танюка, вніс зміни до Статуту, обрав іншу Політичну раду Руху : В. Чорновіл, О. Бондаренко, В. Коваль, Л. Танюк, Р. Василишин, Л. Глухівський, Л. Григорович, Я. Кендзьор, Ю. Ключковський, С. Конєв, М. Косів, Б. Костинюк, М. Кульчинський, О. Чорноволенко, Р. Шмідт; та Центральний Провід у складі 49 осіб. З'їзд схвалив підписання угоди про політичний блок Руху з партією «Реформи і порядок» (голова — Віктор Пинзеник), узяв до уваги заяву Чорновола щодо зняття своєї кандидатури і підтвердив Геннадія Удовенка кандидатом від Руху на пост Президента України, відклавши остаточне рішення про висунення кандидата на розсуд X з'їзду (пройшов 14 травня 1999 року).
25 березня 1999 року загинув Вячеслав Чорновіл в автомобільній катастрофі по дорозі в Київ (за тривалий час приховуваних міліцією обставин). Похорон Вячеслава Чорновіла 29 березня 1999 року у Києві зібрав понад 200 тис. людей з усіх областей України.
31 березня 1999 року Центральний Провід Руху обрав виконувачем обов'язків Голови НРУ (до наступного з'їзду) Геннадія Удовенка.
У зв'язку з претензіями Юрія Костенка та його прихильників на партійний бренд Руху ситуація у Русі стала предметом вивчення у Міністерстві юстиції України. 29 березня 1999 року Мін'юст погодив зміни до Статуту Руху, внесені другим етапом IX з'їзду Руху, чим визнав безпідставними домагання прихильників Юрія Костенка на партійний бренд. У зв'язку зі скаргами Юрія Костенка висновок Мін'юсту був підтверджений рішеннями Київського обласного суду та Верховного Суду України 30 червня 1999 року. Після цього прихильники Юрія Костенка провели свій з'їзд на, якому були змушені змінити назву організації на «Український Народний Рух» (пізніше УНП).

## Інтернет-ресурси
- Офіційний сайт партії НРУ, Народний Рух України: історія, ідеологія та політична еволюція (1989—2009): Матеріали круглого столу (Київ, 22 вересня 2009 року). [Архівовано 27 червня 2015 у Wayback Machine.]